# Hjördis
Hjördis (psáno též Hjoerdis) je opera o čtyřech jednáních českého skladatele Karla Moora na libreto Františka Khola, napsané na námět stejnojmenného dramatu Henrika Ibsena Válečníci na Helgelandu z roku 1858. Měla premiéru 22. října 1905 v Národním divadle v Praze.

## Vznik, charakteristika a historie
Skladatel Karel Moor byl roku 1897 jmenován učitelem zpěvu na pardubické státní reálce a v krátké době do roku 1899 zkomponoval hned tři rozsáhlá hudebně-dramatická díla: operu-oratorium Mojžíš na libreto Karla B. Englicha; tříaktovou operu Hjördis na libreto Františka Khola podle Ibsenova dramatu hraného v Čechách pod názvem Oernulfova výprava; a dvouaktovou operu Rispa opět na Englichovo libreto podle povídky Julia Zeyera El Christo de la Luz (později napsal na tento námět stejnojmennou operu Vladimír Ambros). Ihned po dokončení těchto děl se navíc pustil do kompozice jednoaktové opery Vij na námět N. V. Gogola na Kholovo libreto.
Moor předložil Mojžíše a Hjördis Národnímu divadlu, kde je dostal k posouzení tehdejší dramaturg opery Zdeněk Fibich. Ohledně Mojžíše se vyjádřil, že přišel „patrně na nepravou adressu“ a že je pro jeviště úplně nezpůsobilý. U Hjördis chválil volbu látky („svědčí o vytříbeném vkusu literárním“) i libreto. Hudební stránka podle něj „prozrazuje rozhodný a mnohoslibný talent, jenž zasluhuje vážného povšimnutí. Dílo vykazuje pěkné poetické i dramatické momenty, často obratnou motivickou práci a ušlechtilé hudební myšlenky. Vůbec partitura jest prosta veškeré triviálnosti.“ Nicméně se domníval, že toto dílo „bylo příliš zběžně a na kvap pracováno“ – což souvisí se zmiňovaným objemem Moorovy skladatelské činnosti – a radil k důkladnému přepracování, hlavně instrumentace a zpěvnosti a výraznosti hlasů.
Moor tedy Hjördis přepracoval podle pokynů a v dubnu 1900 hlásil tisk, že Hjördis byla divadlem přijata. K 1. červenci se však změnilo vedení opery Národního divadla a skladatel se s operou musel ucházet u nového šéfa Karla Kovařovice a následně ji znovu přepracovat. Mezitím divadlo přijalo jeho pozdější operu Vij, která byla uvedena roku 1903 a prošla s nejednoznačným ohlasem u kritiky a publika (byť úspěšnější byl Vij o něco později v Brně). Přesto v lednu 1904 přijalo Národní divadlo definitivně i Hjördis, které přišla na řadu na podzim roku 1905. Moor mezitím měnil místa pobytu a zaměstnání, veda „bohémský život“; z Pardubic odešel do Prahy, kde byl krátce hudebním referentem časopisu Čas, v letech 1901 až 1902 pobýval v Terstu (kde vznikla většina Vije a přepracování Hjördis), v letech 1902 až 1903 dirigoval Českou filharmonii aj.

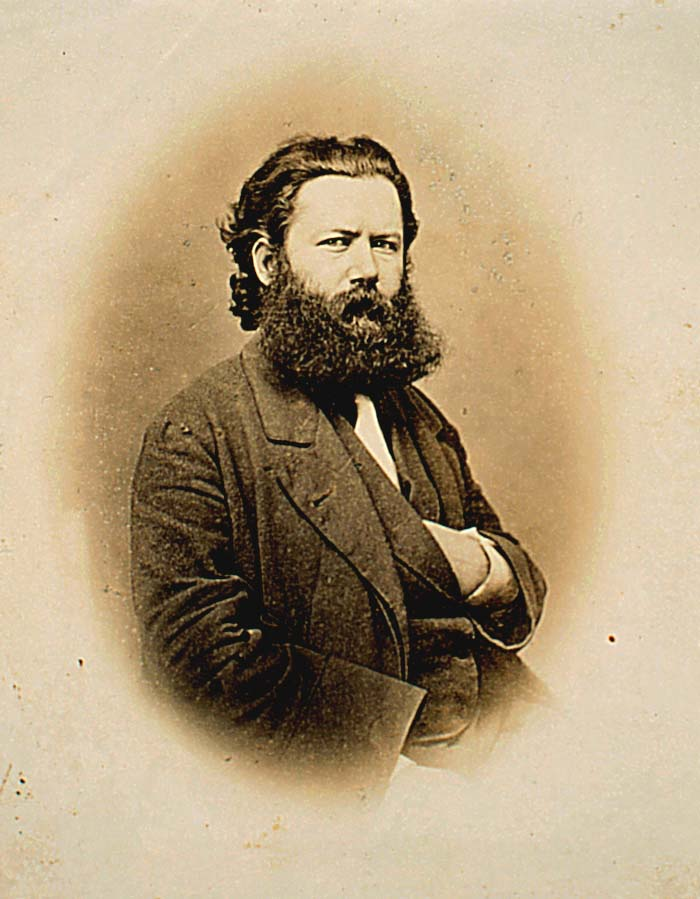
Norský spisovatel Henrik Ibsen, na námět jehož hry Válečníci na Helgelandu byla opera Hjördis napsána.

Hjördis byla v Národním divadle uvedena s určitým zpožděním a bez velkého nasazení. Nedirigoval ji Kovařovic, ale druhý kapelník František Picka, titulní role nebyla přidělena tehdejší vedoucí dramatické sopranistce Růženě Maturové, ale Gabriele Horvátové, jež se k tomuto oboru teprve dopracovávala. Jediným interpretem, který se dočkal skutečné chvály, byl Václav Kliment v roli starého válečníka Oernulfa (Zdeněk Nejedlý: „nádherný výkon“, „hrdina se všemi pohádkovými atributy“). Výkon orchestru, režii a scénografii kritika hodnotila většinou velmi zdrženlivě (například recenzent v Daliboru nebo Emanuel Chvála v Politik, podle kterého „na hudebním a režijním vedení […] není co vyzdvihnouti“). Jen Nejedlému se výprava zdála „vzácně náladová“, avšak celkově provedení hodnotil jako „dosti prostřední“. Zato časopis Rozvoj byl rozhořčen, že opera byla provedena „beze vzletu a bez temperamentu“, „suše a mdle“: „Mistru Moorovi stala se velká křivda, trnitá cestaSmetanova a Fibichova přisouzena i jemu.“ Karel Moor byl podle zpráv s provedením přesto velmi spokojen.
Kholovo libreto vzniklo podstatným zkrácením textu Válečníků na Helgelandu (resp. Oernulfovy výpravy), což bylo vůbec první Ibsenovo drama, které bylo provedeno v českém Národním divadle, a to roku 1885. Soudobí recenzenti se v jeho hodnocení rozcházeli. Většinově oceňovali námět (i když například Zdeněk Nejedlý ve Zvonu mínil, že „sujet je nám cizí a byl i Moorovi“), avšak poukazovali na problémy, které s sebou přepracování Ibsenova originálu na operní libreto nutně vedlo. Podle Jana Löwenbacha ve Zlaté Praze přes všechny problémy „podařilo se Kholovi nakresliti obraz energických rysů a pevných kontur, takže libreto vyniká daleko nad běžnou naši úroveň“. I recenzent Prager Abendblatt považoval Kholovu adaptaci Ibsena za „velmi zdařilou“. Zato referent Daliboru měl výsledek za nezdařený – libretista prý musel krátit tak, že „zbyla mu v rukou pouhá kostra“, přičemž odpadla především hlubší charakterizace postav, které „potácejí se nyní po sceně bez života a bez krve“. Po technické stránce prý bylo libreto napsáno dobře, ale co platno, když jeho obsah „jest jedním slovem přecpaný dějem“ a pro lidi, kteří původní Ibsenovu činohru neznají, prakticky nesrozumitelný. Obdobné výtky činil v Národních listech Jaromír Borecký – zestručnění děje způsobilo nejasnost děje a překomplikovanost vzájemných vztahů, zatímco dramatické okamžiky nedokázaly náležitě vystoupit, „vše črtáno v ploše bez reliefu“. Podobně Emanuel Chvála si stěžoval na to, jak „scéna, ženouc před sebou děj, se mění příliš rychle na to, aby se mohla vyslovit, prožít“. Zejména tragický závěr pak nebyl pochopitelný a podle Nejedlého „zůstavuje diváka zcela chladným. Avšak též skladatele.“ Konečně i zmíněný Jan Löwenbach přiznával libretu „mezery v psychologických detailech“ a připisoval je škrtům, které libreto prodělalo v průběhu kompozice a dvojího přepracování.
Oproti dosavadním zvyklostem bylo libreto sepsáno v (rytmizované) próze a nikoli ve verších (prvním významným příkladem tohoto typu byla o rok dříve Janáčkova Její pastorkyňa). Ve verších byly sepsány jen písně zpívané jako takové hrdiny opery – hrdinské písně zpívané na hostině u Gunara ve druhém dějství a Oernulfův žalozpěv za jeho syny v dějství třetím. Kritika k tomu byla rozpolcená: Nejedlý to měl za francouzskou novotu, které však předpovídal rozšíření a v duchu teorií Otakara Hostinského od ní očekával pozitivní důsledky pro deklamační styl a tím i „národnost,“ českost opery. Záporné stanovisko naopak k prozaickému libretu zaujal Borecký a upozornil na skutečnost, že nečetná veršovaná místa dopadla i po hudební stránce lépe: „kde zablýskl verš, hned i hudba objevila se živější a tvárnější“. To potvrzoval i referent Daliboru („nelze libretu prosou psanému podkládati nižádné výhody ani pro skladatele komponujícího ani pro posluchače“), zatímco Chvála se k samotné volbě stavěl neutrálně a připomínal, že jazyk libreta přes prozaickou formu není suchý, nýbrž „živý v umělecké drsnosti“.

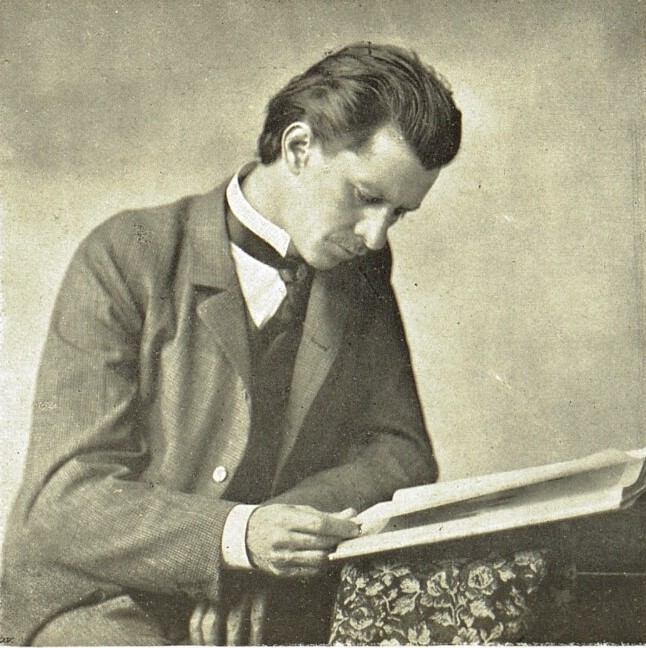
Skladatel Karel Moor, fotografie kolem roku 1909

Karl Moor napsal Hjördis důsledně jako hudební drama v intencích Richarda Wagnera, založené na deklamaci spíše než na melodii. Tento úmysl recenzenti podle svého založení chválili (Nejedlý: „dílem svým porazil na hlavu všechno to povídání o domnělé bezbarvosti hudebního dramatu“, „hudební drama tak ryzího stylu, jaké u nás dávno nevzniklo“ – totiž od Fibichovy Nevěsty messinské) nebo zpochybňovali (Borecký), co do provedení se však více méně shodovali na tom, že Moor Wagnerovy zásady chápe a provádí nedokonale. Charakteristická pro tuto operu je drsnost výrazu a přetrvávající pochmurná nálada, vyjádřená také většinou mollových tónorodem a tmavými orchestrálními barvami. Wagnerovské techniky příznačného motivu v ní skladatel používá střídmě. Úsečnost a dějovost libreta vyžadovala dramatické zpracování, které bylo poněkud v rozporu s Moorovým tíhnutím k lyrice: „skladatel, lačnící po jakékoli lyrické příležitosti, občas dokonce v dramatických momentech využívá každé citové hnutí, takže výraz je jemnější, než by situace vyžadovala“ (E. Chvála). Také severské prostředí (kromě uvedené pochmurné atmosféry) nebylo v Moorově hudbě nijak specificky vyzdviženo; podle Boreckého „chybělo [Moorovi] především, že není Norem a že nemohl tudíž látku prolnouti oním bezprostředním rázem národním a barvou lokální, jakou nahraditi nemůže několik názvuků na Griega.“
I zastánce Moorova díla Jan Löwenbach přiznával, že Moorova technika, zejména harmonie a instrumentace, „není dosud bez kazů“. Na technické nedostatky – například nepřirozené vedení zpěvních hlasů, nerovný poměr orchestru ke zpěvu, suchou motivickou práci – poukazoval i Zdeněk Nejedlý, podle kterého skladateli scházela „přísná škola“. Orchestrálnímu řešení byla vytýkána jednotvárnost a skicovité zachycování nálad: podle Boreckého „orchestrální průvod je většinou prostý, bez polyfonního umění, mnohdy v barvě až střízlivý, nepřinášeje nic nového. Celek sune se značně jednotvárně […] skladatel téměř nemůže se dostat z několika tónin“, podle recenzenta Daliboru orchestr „nemá dramatické síly a ohně“ a převažuje „unavující polyfonie orchestrálního průvodu na straně jedné a rozkouskované a drobící se podmalování jednotlivých nálad“. Podobně si na útržkovitost a rychle měnící se nálady stěžoval recenzent v deníku Čech, který připomínal, že tato technika „nepřispívá srozumitelnosti děje“; příznivě se k ní naopak stavěl Löwenbach, podle kterého Moor „charakterisuje […] velmi výstižně, provázeje stálou měnou vln melodických do orchestru položených náladu, situaci, postavu“. Recenzent Čecha na rozdíl od jiných kritiků však oceňoval „obratné, někdy snad až nadbytné užívání polyfonické práce“ a „mnoho zajímavostí v instrumentaci“.
Pokud jde o celkový úsudek recenzentů, podle epigramu otištěného v Humoristických listech „Na kritiky Moor / posílá teď mor, / že mu »Hjördis« strhali / a na cestu »zahráli«.“ Týž list tvrdil, že „Všechny pražské noviny operu »Hjördis« ostře kritisují, jen »Čas« ji chválí.“ To bylo poněkud přehnané, i když většina kritik nebyla příznivá. Recenzent Dalibora tvrdil, že „vážnou snahu [Moorovi] upřít nelze, to však nespomáhá ničeho tam, kde není dostatek invence […] jako operního skladatele snaha jeho […] dosud ztroskotala“. Nejedlý po chvále Moorovy snahy o „pokrokové“ hudební drama nicméně shledává, že „ze stanoviska přísně hudebního jinak, dílo nepřekypuje hudbou, naopak niveau jeho hudby nijak nedosahuje stupně, na němž stojí jeho intence“, neboli Moor „má velkou intenci, ač slabou potenci“. Výraznou slabinou podle Nejedlého byla nepopíratelná chudost Moorovy vynalézavosti. Týž názor měl i formulačně mírnější Chvála: „V Moorově díle imponuje vážnost uměleckého náhledu a práce; je komponováno jako hudební drama, bez lahůdek absolutní hudby, bez honu za laciným efektem. Pokroková idea je držena vysoko, ba tak vysoko, že vynalézavost, utlačována jsouc nároky práce, má potíže té výše dosáhnout.“ Podobný názor příkřeji vyjádřil i Borecký – hudba podle něj obsahuje jen „frase všelijak slepované ze jargonu hudební charakteristiky“, a soudíce jen podle Hjördis, „zoufati bychom musili nad chudobou a prázdnotou invence v díle tom zející“. Stručná recenze v Prager Abendblatt vlažně tvrdí, že „premiéra […] nepřinesla žádný zvláštní hudební zážitek, ale ani nezklamala,“ a že Moorova hudba je především „hodná“.
Příznivé mínění – vedle zmíněného Času – reprezentoval především Jan Löwenbach: „Není to ovšem práce hovící běžnému vkusu, nevlichocuje se ničím v lacinou lásku prostředních požadavků, neboť jest dílem umělce, který kráčí stranou, umělce hrdého, tuhého, úporně se probíjejícího vlastními drahami. […] Hjoerdis není sice dílem vše podmaňujícího genia, avšak jakožto vážná a cenná práce smělé a výrazné osobnosti umělecké zaslouží, aby jí byla věnována další pozornost.“ Také Jan Branberger v Pražské lidové revui ji bral v ochranu: „Hudba Moorova je dosti nepřístupna širokému obecenstvu svou pochmurností a nedostatkem svítivých, lehce zapamatovatelných melodií. Teprve při bližším obeznámení se s ní sezná posluchač, že Moor byl v Hjoerdis velmi jemně cítícím umělcem a zároveň i myšlénkově bohatým.“ Ještě nadšenější zastánce získala Moorova Hjördis v časopise Rozvoj, který psal: „…jest to práce, která daleko přesahuje to, co nám produkce z dob posledních přinesla, přidati několik lyrických čísel a opera mohla by vydobýti místo na předních jevištích světových. Druhý, třetí a zvláště čtvrtý akt jsou výplody ducha mistrovského, po Smetanovi a Fibichovi nikdo v Čechách něco tak dokonalého nenapsal.“ (Psáno rok po premiéře Její pastorkyně a čtyři roky po premiéře Rusalky…)
Obecenstvo premiéru přijalo příznivě, velmi rychle však o tuto pochmurnou a jednotvárnou operu, která „nečiní obecenstvu ústupku“, ztratilo zájem. Národní divadlo odehrálo pouhá tři představení Hjördis, poslední 10. listopadu 1905. Vícekrát už ji žádné divadlo neuvedlo, i když například Jan Löwenbach psal ve Zlaté Praze o Hjördis jako o opeře „nezaslouženě zapadlé“ – i když její brzké zmizení z repertoáru očekával, protože „byla se setkala značnou měrou s pochopitelným neporozuměním“.
Úryvky opery byly později uvedeny jen koncertně (například na Moorově koncertu v Plzni roku 1917 a na sérii koncertů provedených v Praze roku 1928 Zábojem Bláhou-Mikešem) nebo v rozhlase (např. roku 1941). Brzy po uvedení Hjördis také vydal Karel Moor autobiografický román Karel Martens, v němž mimo jiné – s literární stylizací – popisuje okolnosti vzniku této opery.
Svými pochmurnými, líbivým efektům programově se vyhýbajícími operami Hjördis a Vij i podobně stylizovanou instrumentální hudbou si Moor vydobyl pověst přísného a posluchačsky náročného skladatele; Emanuel Chvála se ve své recenzi domníval, že Moorova hodina udeří, až se jeho pesimismus trochu obrousí a až nechá zaznít i jasnější strunu svého nadání. Skutečně, brzy po premiéře Hjördis se Moor obrátil k zábavnému žánru operety a svými zdařilými díly Pan profesor v pekle (1908) a Výlet pana Broučka do Měsíce (1909) se stal vlastním zakladatelem české operety. Například skladatel a hudební pedagog Ladislav Kožušníček v Moravských hudebních novinách Moorovy operety kladl umělecky výše než Vije a Hjördis.

## Osoby a první obsazení
| osoba                                                                       | hlasový obor      | premiéra (22. říjen 1905)                                                                 |
| --------------------------------------------------------------------------- | ----------------- | ----------------------------------------------------------------------------------------- |
| Oernulf z Fjordu, zemský vládce na Islandě                                  | bas               | Václav Kliment                                                                            |
| Sigurd Silný, král moře                                                     | baryton           | František Šír                                                                             |
| Gunar, bohatý sedlák v Helgelandě v Norsku                                  | tenor             | Bohumil Pták                                                                              |
| Thorolf, nejmladší syn Oernufův                                             | tenor             | Emil Pollert                                                                              |
| Dagny, Oernulfova dcera                                                     | soprán            | Marie Kubátová                                                                            |
| Hjördis, Oernulfova schovanka                                               | dramatický soprán | Gabriela Horvátová                                                                        |
| Kore, sedlák                                                                | tenor             | Adolf Krössing                                                                            |
| Šest synů Oernulfových                                                      | …                 | Hynek Švejda, Bedřich Bohuslav, Josef Neumann, Karel Kindl, Josef Holub, Josef (Jan) Vild |
| Bard                                                                        | baryton           | Otakar Chmel                                                                              |
| Malý Egil                                                                   | němá role         | Vlasta Novotná                                                                            |
| Oernulfovo a Sigurdovo mužstvo, ozbrojenci, hosté, pacholci, služky, psanci |                   |                                                                                           |
| Dirigent: František Picka, režisér: Adolf Krössing                          |                   |                                                                                           |

## Děj opery
Děj se odehrává v 10. století za časů Erika Krvavé sekyry v severním Norsku, částečně na dvoře a částečně poblíž dvora Gunarova.

### 1. dějství
(Vysoký břeh v Helgelandu, zima se sněhovou metelicí) K pobřeží dorazily dvě lodě: jedna nesla válečníka Sigurda Silného s jeho ženou Dagny a se Sigurdovými bojovníky, druhá islandského náčelníka Oernulfa z Fjordu s jeho sedmi syny. Na břehu se setkají u dřevěné kůlny a přou se o to, kdo ji může využít, aby se schoval před sněžnou bouří. Sigurd a Oernulf se dají do bitky. Když v ní Sigurd prokáže statečnost, odhalí Oernulf svou kápi a dává se Sigurdovi poznat.
Těm, kteří jejich historii neznají, Oernulf vypráví, že před pěti lety u něho na Islandu hostovali Sigurd a jeho přítel Gunar. Jedné noci však uprchli a unesli s sebou Oernulfovu dceru Dagny a jeho schovanku Hjördis, dceru válečníka Joekula, kterého Oernulf zabil v bitvě. Oernulf přišel únos pomstít, za tři sta stříbrných je však ochoten spor urovnat, smířit se se Sigurdem a tím i legalizovat jeho sňatek s Dagny. Sigurd návrh přijímá a nabízí, že urovná i spor Oernulfa s Gunarem, sídlícím na blízkém statku, za únos Hjördis.
Objevuje se sedlák Kore a je ochoten vést válečníky ke Gunarovu dvorci, přičemž žádá o pomoc proti Gunarovi. Vzápětí přichází i Gunar, vítá se se Sigurdem a Oernulfem a ihned rovněž nabízí vyplatit se z Oernulfovy pomsty. Kore přednáší svou žalobu: Gun arovi lidé mu uloupili stáda. Na to Gunar namítá, že Kore zabil jeho sluhu. Kore se brání jednak tím, že ho sluha hrubě tupil, a jednak tím, že bych ochoten dosáhnout smíru, ale Hjördis sama s ozbrojenci přepadla jeho statek a div že ho nezabila. Gunar míní, že je tedy vše mezi nimi vyrovnáno, a ostatní konstatují smír (sbor Váš smír buď bohy posvěcen).

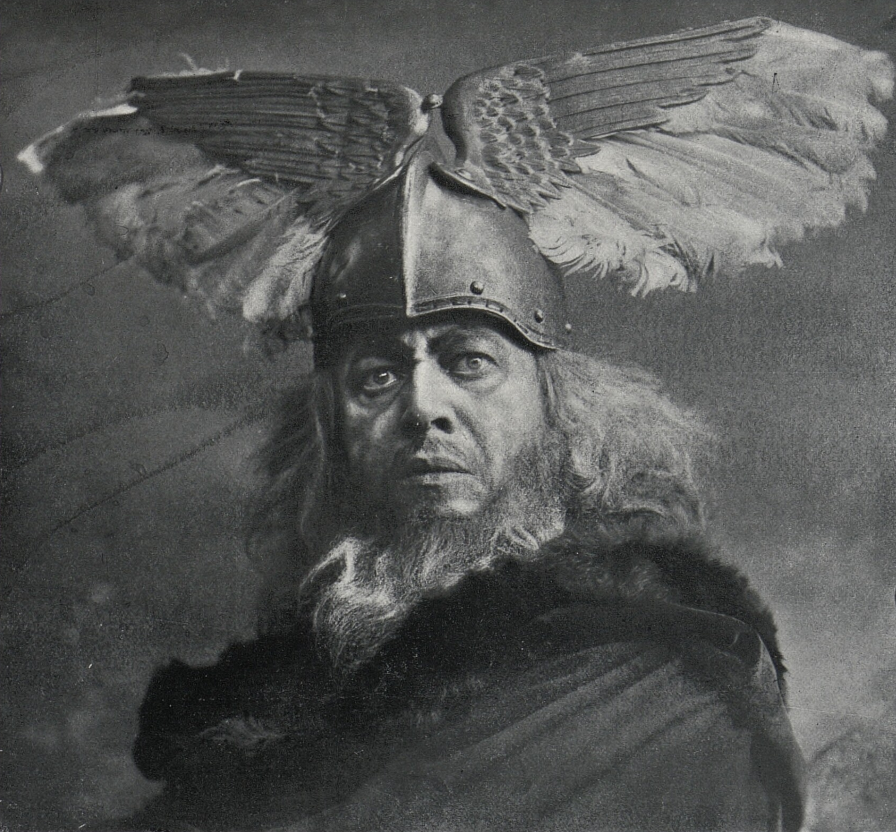
Basista Národního divadla Václav Kliment jako islandský náčelník Oernulf z Fjordu v opeře Hjördis, fotografie z roku 1905

Nyní přichází Hjördis; překvapeně se vítá s příchozími a chce zaútočit na Koreho, jehož ale chrání smír. Hjördis s tím není spokojena, a tím méně se smírem, který se rýsuje mezi Oernulfem a Gunarem. Vznáší proti Oernulfovi protinávrh výkupu za smrt jejího otce Joekula. To Oernulfa rozčílí – Joekul byl zabit v čestném boji – a nazve Hjördis bezprávnou a bezectnou kuběnou, protože žije s Gunarem bez svolení svého pěstouna, a tedy není jeho manželka. Hjördis mu hrozí pomstou a odchází, táhnouc za sebou Gunara. Oernulf vzpomíná na Joekulova poslední slova, kterými padlý bojovník předpověděl, že mu Oernulfovi rod Joekulův bolestí otráví život (zpěv O chvíle kletá).
Gunar se vrací a prý přesvědčil Hjördis, aby smír přijala. Zve Oernulfa i Sigurda na svůj dvůr jako hosty. Nejmladší Oernulfův syn Thorolf přináší radostně zprávu, že Hjördis bude pykat za Oernulfovo pohanění: Kore s dvaceti dalšími muži odtáhl na jih, aby vyhledal a zabil Gunarova a Hjördisina synka Egila, kterého Gunar poslal do bezpečí před blížícími se nepřáteli. Oernulf se však rozhodne Koreho pronásledovat a Egila ochránit. Bere s sebou všechny syny až na Thorolfa, který má jít se Sigurdem ke Gunarovi, avšak o výpravě svého otce má pomlčet.
Když Sigurd s dagny osamí, žádá Sigurd svou choť, aby odhodila anebo alespoň skryla svůj náramek. Prozrazuje jí, že na Islandu Hjöerdis spala v chatě střežené medvědem. Gunar ji toužil unést, ale byl to Sigurd, který přítele zastoupil a v Gunarově zbroji medvěda zabil a Hjördis odnesl na loď. Po cestě mu Hjördis darovala onen náramek, majíc ho za Gunara. Hdyby jej u Dagny uviděla, dovtípila by se pravdy.

### 2. dějství
(Hodovní síň na Gunarově dvoře) Všichni hosté hodují, popíjejí a zpívají (sbor Ač nepřátelé byli jsme). Na vyzvání začne bard pět melancholickou píseň o bílých mracích z duší padlých dívek (píseň Jdou bílé mraky po nebi). Avšak Hjördis si přeje, aby rekové zpívali o svých činech. Sigurd zpívá o bitvě u Orknejí, již vedl jako vazal krále Aedelsthana (zpěv Když léta minulého s králem Aedelsthanem). Gunar nato zpívá o vikingském tažení na sever do Bjarnelandu (zpěv To bylo před lety). To však Hjördis nestačí a sama za něj zpívá o tom, jak skolil medvěda (píseň Ve mladých letech svého panenství). Tím uvede Gunara před Sigurdem do rozpaků a navíc se dá s mladým Thorolfem do hádky ohledně cti jejich otců, Oernulfa a Joekula. Rozzlobený Thorolf neprozřetelně naznačuje, že jeho otec vytáhl za Egilem, aby ho zabil, a v hněvu odchází. Hjördis pohání Gunara a ten běží za Thorolfem a zabije ho sekyrou.
Tu se vrací Oernulf: přivádí Egila zpět živého a zdravého, zato v boji ztratil svých šest synů a nyní se dozvídá o nešťastné smrti i toho nejmladšího, Thorolfa. Oernulf vidí, že se Joekulova kletba vyplnila. Zdrceně odchází pohřbít svého syna a Hjördis jásá nad svou pomstou; přitom prohlašuje svého manžela za většího hrdinu, než jsou Oernulf i Sigurd. Smrt bratrů a pohana otce i manžela rozezlí i mírnou Dagny a ta prozrazuje všem, co se dozvěděla o okolnostech Hjördisina únosu. Hjördis je zprávou o zbabělosti svého muže zdrcena, a když všichni odejdou – jako poslední s úsměškem Dagny – Hjördis konstatuje, že buď ona, nebo Sigurd musí zemřít.

### 3. dějství
(Hodovní síň v Gunarově domě) Hjördis ze svých vlasů splétá tětivu do luku a vzývá Norny, aby jí pomohly k pomstě (zpěv Z vlastních vlasů pletu provaz). Sigurd vstupuje, Hjördis ho vyzývá, aby počkal na Gunara. Ten shání pomoc proti Koreovi, který se na ně zase chystá zaútočit. Avšak Sigurd chce mluvit s ní a vypráví jí, jak se do ní sám zamiloval, ale jak ustoupil a pomohl příteli, který zahořel stejnou vášní (zpěv Dva mladí byli kdysi rytíři). Hjördis je přiznáním povzbuzena: i ona so do Sigurda tehdy zamilovala a stále jej miluje. Vyzývá Sigurda, aby zanechali Gunara a Dagny jejich osudu, uprchli a snad i vybojovali na Erikovi Krvavé sekyře pro Sigurda Haraldův královský trůn. Sigurd odmítá a nepřesvědčivě tvrdí, že jeho láska k Hjördis pominula.
Gunar se vrací a je rozzlobený na Hjördis – kvůli jejím činům mu všichni sousedé odmítli pomoc proti Koremu. Sigurd předstupuje a vyzývá Gunara na souboj za vraždu jeho svaka. Gunar chápe, oč Sigurdovi běží: nikdo se neopováží nazvat zbabělcem toho, kdo se odváží utkat se se Sigurdem Silným, a sousedé pak Gunarovi pomohou. Hjördis neví, jak souboj dopadne, ale ví, že po něm budou ona a Sigurd sloučeni – v životě nebo ve smrti.

### 4. dějství
(Mořské pobřeží) Vysílený Oernulf sedí u čerstvě navršené mohyly svého nejmladšího syna. Dagny otce utěšuje a spolu se Sigurdem ho přesvědčuje, aby složil skaldskou píseň na své rekovné syny. Oernulf tak učiní (zpěv Bůh skaldů propůjčil). Píseň jej posílí.
Kore s tlupou psanců táhne na Gunarův dvůr a doufá v pomoc Oernulfa a Sigurda, z nichž jsou nyní též Gunarovi nepřátelé. Ale Sigurd míní, že pomsta za Thorolfovu smrt patří jim, a ne chámu Koreovi; proto žádá Oernulfa, aby šel Koreho útoku zabránit. S ním posílá i Dagny a dává jí za úkol, aby chránila otce – a Hjördis.
Když Sigurd osamí, objeví se Hjördis v horečné náladě – zdálo se jí, že ji pronásledoval velký vlk, předzvěst smrti. Chystá se Sigurda zastřelit, aby s ním byla navždy spojena. Nedbá na jeho slova ani na hořící dvůr a možná mrtvé Gunara a Egila. V zásvětí se Sigurdem vzburcují staré bohy, kteří jsou ochablí proti bílému bohu přicházejícímu z jihu (zpěv Nech pálit je a vraždit). Její šíp proklane Sigurdovu hruď, ale umírající hrdina Hjördis s ulehčením oznamuje, že se jejich cesty navždy rozcházejí: on totiž přijal na Aedelsthanově dvoře křest, takže po smrti zamíří jejich duše každá jinam. Zoufalá Hjördis je zcela poražena a vrhá se se skály do moře.